# گروس اسپانورت
گروس اسپانورت (به لاتین: Gross Spannort) یک کوه در سوئیس است که در کانتون آوری واقع شده‌است. گروس اسپانورت ۳٬۱۹۸ متر بالاتر از سطح دریا واقع شده‌است.